# Guermange
Guermange é uma comuna francesa na região administrativa do Grande Leste, no departamento de Mosela. Estende-se por uma área de 18.72 km², e possui 90 habitantes, segundo o censo de 2018, com uma densidade de 4.8 hab/km².